# Papilio heringi
Papilio heringi là một loài bướm thuộc họ Bướm phượng (Papilionidae). 
Loài Papilio heringi được mô tả năm ? bởi Niepelt. Loài bướm Papilio heringi sinh sống ở .